# La Roda de Andalucía
La Roda de Andalucía è un comune spagnolo di 4 212 abitanti situato nella comunità autonoma dell'Andalusia.